# Мазепинцы (село)
Мазе́пинцы (укр. Мазепинці) — село в Белоцерковском районе Киевской области. Расположено над речкою Каменкой. Родовое село семьи гетмана Ивана Мазепы. Население — около 400 жителей.

## Археология
Мазепинцы, село в Киевской области. Близ села, на мысу левого берега реки Каменки, в урочище Замок, городище. Овальное в плане (площадь 0,7 га) поселение было по периметру укреплено валом, ныне уничтоженным. Культурный слой содержит редкие обломки гончарной керамики конца XI в. и множество фрагментов посуды XII—XIII вв. Изредка встречается лепная керамика сер. I тыс. н. э. К Ю и В[что?] располагается синхронное открытое селище.

## История
Предположительно основано в XVI веке. Впервые упоминается как хутор Каменец, который в 1544 году, по распоряжению польского короля Сигизмунда І, был передан во владения Николаю Мазепе. На этом месте он построил село, названное впоследствии Мазепинцами. По наследству это село перешло его сыну — Степану Мазепе. 20 марта 1639 года в селе Мазепинцы родился Иван Степанович Мазепа.
В ХІХ столетии село Мазепинцы было в составе Велико-Половецкой волости Васильковского уезда Киевской губернии.
В селе Мазепами была построена Воскресенская церковь. В селе так же была Николаевская церковь. Священнослужители Николаевской церкви:
- 1775 — священник Василий Стрижевский
- 1825 — священник Андрей Яроцкий, священник Григорий Купиковский
- 1847 — священник Иван Черняховский

## Современные Мазепинцы
Был построен храм Николая Чудотворца. 14 октября 2007 года церковь была освящена Предстоятелем УПЦ КП, Патриархом Киевским Филаретом с участием Народных депутатов Украины, представителей органов государственной власти и общественности.
В 1994 году здесь был открыт первый в истории Украины памятник Ивану Мазепе работы скульптора Е. Горбаня.

## Описание герба Мазепинцев
По сведениям Калинкина Ю. описание герба Мазепинцев следующее: «В червлёном поле золотой крест с расщепленной верхней частью, сопровождаемый справа золотой шестилучевой звездой, а слева — золотым полумесяцем вправо. Щит обрамлён декоративным картушем и увенчан золотой сельской короной».

## Известные уроженцы
- Мазепа, Иван Степанович (1639–1709) — украинский казацкий гетман, общественный и политический деятель, меценат, борец за обособление Украины от Московского царства.
- Черняховский, Александр Григорьевич (1869—1939) — украинский медик, общественный деятель, профессор Киевского университета.